# The Wedding Gown
The Wedding Gown è un cortometraggio muto del 1913 diretto da Frank Powell.

## Produzione
Prodotto dalla Biograph Company

## Distribuzione
Fu distribuito dalla General Film Company  e uscì in sala negli Stati Uniti il 29 dicembre 1913. In seguito, ne venne fatta una riedizione distribuita sul mercato il 26 settembre 1916.

### Conservazione
Copia del film viene conservata negli archivi della Library of Congress